# Phumosia alluaudi
Phumosia alluaudi este o specie de muște din genul Phumosia, familia Calliphoridae. A fost descrisă pentru prima dată de Townsend în anul 1931.
Este endemică în Kenya. Conform Catalogue of Life specia Phumosia alluaudi nu are subspecii cunoscute.